# Monique Gabrielle
Monique Gabrielle (nacida el 30 de julio de 1963) es una modelo y actriz estadounidense. Gabrielle fue seleccionada como Pet del Mes de Penthouse para diciembre de 1982, y apareció en una gran variedad de películas para adultos a lo largo de su carrera.

## Primeros años
Gabrielle creció en Denver, Colorado, y asistió a la Denver Christian High School. Después de graduarse en el instituto, Gabrielle se mudó a California con sus padres.

## Carrera
Gabrielle fue la Pet del Mes de Penthouse en diciembre de 1982 y apareció en Despedida de soltero en 1984. Desde entonces, ha trabajado como actriz de cine B. Muchas de las películas de Gabrille han tenido tonos eróticos. Aunque estuvo en la película para adultos de 1982 Bad Girls IV (acreditada como Luana Chass), ella no actuó en la parte explícita. Lo hizo, sin embargo, en la película de los años 90 Ravished. Gabrielle ganó la audición para el papel principal en Emmanuelle 5.
Gabrielle también ha realizado apariciones menores en series de televisión y largometrajes, como Dream On, Hunter, Night Shift, Airplane II: The Sequel, Flashdance, Young Lady Chatterley II y Hollywood Air Force.

## Vida personal
Desde 2003, Gabrielle ha estado casada con Tony Angove.

## Filmografía

### Film
| Año  | Título                                     | Rol                              | Notas                     |
| ---- | ------------------------------------------ | -------------------------------- | ------------------------- |
| 1982 | Night Shift                                | Tessie                           |                           |
| 1982 | Airplane II: The Sequel                    | Estudiante                       | No acreditada             |
| 1983 | Let's Do It!                               | Chica gimnasta                   | No acreditada             |
| 1983 | Black Venus                                | Ingrid                           | No acreditada             |
| 1983 | Up 'n' Coming                              | Chica en el barco #1             |                           |
| 1983 | Flashdance                                 | Stripper                         | No acreditada             |
| 1983 | Chained Heat                               | Debbie                           |                           |
| 1984 | Hard to Hold                               | Esposa #1                        |                           |
| 1984 | Bachelor Party                             | Tracey                           |                           |
| 1984 | Hot Moves                                  | Babs                             |                           |
| 1984 | The Rosebud Beach Hotel                    | Liza                             |                           |
| 1984 | Over Exposed                               | Angela Quail                     |                           |
| 1984 | Love Scenes                                | "Compañera" de Rick en la fiesta |                           |
| 1984 | E. Nick: A Legend in His Own Mind          | Charmaine                        |                           |
| 1985 | Screen Test                                | Roxanne                          |                           |
| 1985 | Young Lady Chatterley II                   | Eunice                           |                           |
| 1986 | Weekend Warriors                           | Showgirl en el avión             |                           |
| 1986 | The Big Bet                                | Chica de fantasía en el ascensor |                           |
| 1986 | Bad Girls IV                               | Sandy                            | como Luana Chass          |
| 1987 | Emmanuelle 5                               | Emmanuelle                       |                           |
| 1987 | Deathstalker II                            | Reena / Princesa Evie            |                           |
| 1987 | Amazon Women on the Moon                   | Taryn Steele                     | segmento "Pethouse Video" |
| 1988 | Not of This Earth                          | Agnes                            |                           |
| 1989 | The Return of Swamp Thing                  | Miss Poinsettia                  |                           |
| 1989 | Cleo/Leo                                   | Bimbo                            | No acreditada             |
| 1989 | Transylvania Twist                         | Patty (Patricia)                 |                           |
| 1989 | Silk 2                                     | Jenny 'Silk' Sleighton           |                           |
| 1990 | Hard to Die                                | Chica devoradora                 | como Lucy Burnett         |
| 1991 | Uncaged                                    | Prostituta hermosa               |                           |
| 1991 | Body Chemistry II: The Voice of a Stranger | Morocha en Flashback             |                           |
| 1991 | Scream Queen Hot Tub Party                 | Ella misma                       | Video                     |
| 1991 | 976-Evil II                                | Lawlor                           |                           |
| 1992 | Evil Toons                                 | Megan                            |                           |
| 1992 | Munchie                                    | Miss Laurel                      |                           |
| 1992 | Miracle Beach                              | Cindy Beatty                     | como Monique Gabriel      |
| 1993 | Fear of a Black Hat                        | Chica en video musical           | No acreditada             |
| 1993 | Angel Eyes                                 | Angel                            |                           |

### Televisión
| Year      | Title                           | Role                                                          | Notes                                                                                 |
| --------- | ------------------------------- | ------------------------------------------------------------- | ------------------------------------------------------------------------------------- |
| 1985–1987 | Hunter                          | Mujer policía / Bibliotecaria                                 | Episodios: "Not Just Another John Doe", "Guilty"                                      |
| 1988      | Something Is Out There          | Chica bonita                                                  | Episodio: "Good Psychics Are Hard to Come By"                                         |
| 1990      | Hardball                        |                                                               | Episodio: "A Killer Date"                                                             |
| 1990      | Dream On                        | Buceadora                                                     | Episodio: "555-HELL"                                                                  |
| 1994      | USA Up All Night                | Monique - Estudiante / Monique - Invitada a Fiesta de Pijamas | Episodios: "Parker Lewis Can't Lose Marathon", "Breakfast in Bed/The Marilyn Diaries" |
| 1995      | Problem Child 3: Junior in Love | La Rubia                                                      | Film para TV                                                                          |